# Chineses em Madagascar
Os chineses em Madagascar formam a terceira maior população de chineses na África. Em 2007, entre 40.000 e 60.000 pessoas de descendência chinesa habitavam aquela ilha, constituindo um dos grupos étnicos minoritários daquele país.

## História
O primeiro imigrante chinês em Madagascar chegou ao porto de Tamatave (atual Toamasina), na costa leste da ilha, em 1862, onde abriu uma loja, e posteriormente se casou com uma mulher malgaxe local. Seis outros chineses desembarcaram em Nosy Be, na costa noroeste, em 1866, e outros três em 1872. Catorze foram registrados em Majunga (Mahajanga), também no noroeste, em 1894, e cerca de 500 chegaram a Tamatave em 1896. No ano seguinte mais 300 trabalhadores chineses foram trazidos por iniciativa do general francês Joseph Gallieni, para trabalhar na construção de ferrovias. Estes trabalhadores contratados, que tencionavam retornar para seu país de origem após sua temporada na ilha, frequentemente adoeciam durante o trabalho de construções destas ferrovias; embora muitos tenham sobrevivido a viagem de volta à China, muitos morreram durante o caminho. Em termos absolutos a população de imigrantes residentes permaneceu pequena: 452, em 1904, dos quais 76 no norte e 31 no oeste, 24 nas regiões centrais, 315 no leste do país e 6 no sul. A imensa maioria era de homens. Este número cresceu levemente na altura do censo de 1911, que totalizou 649 chineses no país, cerca de 3% da população estrangeira de Madagascar, e uma fração ínfima da sua população total, de 3,2 milhões de pessoas.
Os primeiros migrantes vieram de Guangxi, porém foram posteriormente complementados por falantes de cantonês, tanto vindos diretamente de Cantão quanto outros que haviam sido expulsos das ilhas Maurício pela crescente competição dos falantes de hakka. Ao chegarem, os falantes de cantonês se uniam para evitar a migração dos falantes de hakka à ilha. Como resultado, a população chinesa continuou homogênea; 98% dos imigrantes era originária não só de Cantão, mas mais especificamente, do distrito de Shunde.
Os chineses vieram não apenas como trabalhadores contratados, mas também como imigrantes independentes. Frequentemente, um sino-mauriciano trazia seus parentes da China para as ilhas Maurício, para que passassem ali por um período de aprendizado em suas ocupações; após conquistarem suficiente familiaridade com as práticas comerciais e a vida numa sociedade colonial, este imigrante então lhes trazia para Madagascar através de cartas introdutórias, emprestando-lhes seu próprio capital para que abrissem seus negócios nos países vizinhos, incluindo Madagascar. A importação e exportação eram ramos populares, especialmente a remessa ao exterior de produtos como café, cravo-da-índia, favas de baunilha e pepino-do-mar. O casamento entre chineses e mulheres malgaxes não era incomum.
As estatísticas oficiais de 1957 apontaram 7.349 chineses vivendo em Madagascar, em 48 dos 58 distritos do país. Em 2006, este número havia crescido para cerca de 40.000, compostos por 30.000 descendentes dos imigrantes originais, bem como 10.000 novos expatriados da República Popular da China, e outros 100 da República da China, em Taiwan. Estes imigrantes recentes são originários de um grupo mais diversificado de províncias, que inclui Fujian e Zhejiang. Metade deles vive ou em Toamasina ou em Antananarivo, e um oitavo na região de Diana, com o resto distribuído entre as outras províncias.

## Ocupações
A maior parte dos chineses de Madagascar estão envolvidos com o varejo. Durante a década de 1990, controlaram metade das indústrias têxteis e de bebidas alcoólicas; em meados da década de 2000, no entanto, sua parcela na indústria de bebidas havia sido diminuída para um quinto, enquanto nas indústrias têxteis seu domínio já era praticamente total, com quase 90%. Outros operavam docerias e sorveterias, nos moldes de cafés, onde os clientes podiam se sentar e consumir uma sobremesa; os chineses controlavam cerca de 10% deste ramo. O ressentimento popular com o influxo de pequenos comerciantes chineses, que vendiam seus produtos a preços mais baixos do que seus concorrentes malgaxes, desgastou as relações do país com a República Popular da China.

## Educação
A educação em idioma chinês em Madagascar teve início no fim da década de 1920; com o início da Segunda Guerra Sino-Japonesa, em 1937, os pais chineses não podiam mais enviar seus filhos de volta à China para completar seus estudos, o que deu impulso à expansão da educação chinesa local. Duas das escolas chinesas locais mais conhecidas, a École Franco-Chinoise (兴文学校), em Fenerive, gerida pelo Kuomintang, e a École Chinoise Mixte (华体学校), em Toamasina, foram fundadas no mesmo ano. Em 1946 a ilha contava com 11 escolas chinesas. No fim da Segunda Guerra Mundial, no entanto, e especialmente durante a década de 1980, os pais passaram a enviar seus filhos para escolas francesas; como resultado deste processo, o número de escolas chinesas diminuiu, e as restantes diminuíram o número de horas dedicadas ao ensino do idioma chinês. Das oito escolas existentes em 1972, três haviam sido fechadas em meados da década seguinte; a Écola Franco-Chinoise, que eu seu auge era responsável por 629 alunos, foi obrigada a se fundir com a École Chinoise Mixte, formando o Collège de la Congrégation Chinoise (华侨学校).
Em 1995 apenas duas escolas chinesas restavam, em Fianarantsoa e Toamasina. A de Toamasina, o Collège de la Congrégation Chinoise, era responsável (até 2008) por 398 estudantes, do jardim da infância até os níveis secundários; continua a lecionar tanto em cantonês quanto mandarim. A escola de Fianarantsoa tem cerca de 100 alunos, incluindo filhos de casais mistos (sino-malgaxes) e estudantes sem origem chinesa. O Instituto Confúcio tem escritório em Antananarivo. 